# Murruta
Murruta (Asplenium ruta-muraria) är en ormbunksväxt som ingår i släktet Svartbräknar. Den växer på kalksten och andra kalkrika marker. Den beskrevs av Linné 1753.